# Cophura atypha
Cophura atypha là một loài ruồi trong họ Asilidae. Cophura atypha được Pritchard miêu tả năm 1943. Loài này phân bố ở vùng Tân nhiệt đới.